# María (canção)
"María" é uma canção do cantor porto-riquenho Ricky Martin, lançada como segundo single de seu terceiro álbum de estúdio, A Medio Vivir (1995). A canção teve lançamento oficial como single em 30 de octobro de 1995, no formato de CD Single. A composição desta canção foi feita por seu tio Antonío Tingalero Martin, em julho de 1988
Martin gravou uma versão em português para a versão brasileira de A Medio Vivir. Porém a que fez mais sucesso foi a original em espanhol de "María", utilizada como canção de abertura da novela Salsa e Merengue, com ligeiras alterações na letra para incorporar o título da novela - de "Un pasito p' adelante" para "Baila salsa y merengue".

## Formatos e lista de faixas
UK CD maxi-single #1
1. "María" (Spanglish Radio Edit) – 4:31
2. "María" (Spanish Radio Edit) – 4:38
3. "María" (Spanglish Extended) – 7:56
4. "María" (Spanish Extended) – 8:10
5. "María" (12" Club Mix) – 5:50
6. "María" (Spanglish Dub) – 6:07

UK CD maxi-single #2
1. "María" (Spanglish Radio Edit) – 4:31
2. "María" (Spanish Radio Edit) – 4:38
3. "Dónde Estarás" (Pablo and Javier's Moon Mix)
4. "Volverás" (Album Version) – 4:52

US CD maxi-single
1. "María" (Spanglish Radio Edit) – 4:31
2. "María" (Spanish Radio Edit) – 4:38
3. "María" (Spanglish Extended) – 7:56
4. "María" (Spanish Extended) – 8:10
5. "María" (Spanglish Dub) – 6:07
6. "María" (Perc A Pella Mix) – 5:07

## Charts e certificações
| Chart                                | Melhor posição |
| ------------------------------------ | -------------- |
| US Billboard Hot Latin Songs         | 6              |
| US Billboard Latin Pop Airplay       | 2              |
| Finnish Singles Chart                | 9              |
| Spanish Singles Chart                | 11             |
| US Billboard Hot 100                 | 88             |
| US Billboard Hot Dance Singles Sales | 34             |
| US Billboard Latin Tropical Airplay  | 8              |
| US Billboard Rhythmic Top 40         | 33             |
| Austrian Singles Chart               | 4              |
| Belgian Flanders Singles Chart       | 2              |
| Belgian Wallonia Singles Chart       | 1              |
| Dutch Singles Chart                  | 5              |
| French Singles Chart                 | 1              |
| German Singles Chart                 | 3              |
| Irish Singles Chart                  | 12             |
| Norwegian Singles Chart              | 11             |
| Swedish Singles Chart                | 3              |
| Swiss Singles Chart                  | 3              |
| UK Singles Chart                     | 6              |
| Australian Singles Chart             | 1              |
| Japanese Oricon Singles Chart        | 93             |

| País      | Certificação |
| --------- | ------------ |
| Austrália | Platina      |
| Bélgica   | 2× Platina   |
| França    | Diamante     |
| Alemanha  | Ouro         |
| Holanda   | Ouro         |
| Suécia    | Ouro         |
| Suíça     | Ouro         |